# Marzena Hanyżewska
Marzena Hanyżewska (ur. 23 września 1963 w Bydgoszczy) – polska siatkarka, mistrzyni i reprezentantka Polski.

## Życiorys
W reprezentacji Polski debiutowała 21 lipca 1982 w towarzyskim spotkaniu z NRD. Trzykrotnie wystąpiła w mistrzostwach Europy (1983 – 9 m., 1985 – 7 m., 1987 – 11 m.). Zakończyła karierę reprezentacyjną meczem mistrzostw Europy z Belgią - 3 października 1987. Łącznie w I reprezentacji Polski wystąpiła w 173 spotkaniach, w tym 145 oficjalnych.
Była wychowanką klubu Pałac Młodzieży Bydgoszcz. W latach 1978–1987 występowała w drużynie Czarnych Słupsk, zdobywając z nią trzykrotnie mistrzostwo Polski (1985, 1986, 1987) oraz dwukrotnie wicemistrzostwo (1983, 1984) i dwukrotnie brązowy medal mistrzostw Polski (1980 i 1981). Po zakończeniu sezonu 1986/1987 wyjechała do Włoch, gdzie występowała (początkowo używając także nazwiska Traversa) w zespołach Vini Puglia Bari (1987–1991), Assovini Bari (1991–1993), Amatori Bari (1993/1994), Pasta Ciccarese Bari (1994–1996), Etna Cavagrande Messina (1996/1997) i Parmalat Matera (1997/1998).